# Valentin Porcișteanu
Valentin Porcișteanu (n. 25 noiembrie 1982, București, România) este un pilot din Campionatul Național de Raliuri al României, care a obținut titlul de Campion Național în sezonul 2011 , patru titluri de Vicecampion Național, în 2010 , 2012 , 2018 , 2019. Are la activ participări în etape internaționale, din Campionatul European de Raliuri și Intercontinental Rally Challenge cu câștigarea trofeului "Colin McRae Flat Out" la ERC Sibiu Rally - 2013.

## Cariera

### Campionatul Național de Raliuri

#### 2003 - 2007
A debutat în sezonul 2003, prima sa participare la o etapă din cadrul Campionatului Național de Raliuri al României consemnându-se în Raliul Argeșului, în postura de vorleiter.

În chiar anul de debut a obținut două clasări pe podium la clasa N1.6, la Raliul Harghitei și Raliul Clujului, anunțându-se a fi un candidat puternic pentru sezoanele viitoare.

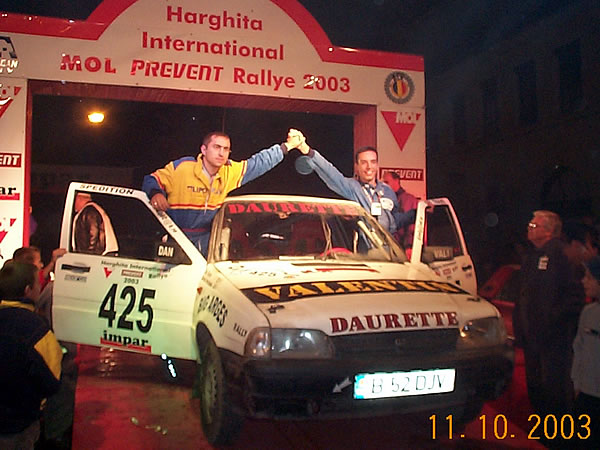
Valentin Porcisteanu - Raliul Harghitei 2003. Foto: Romeo Tudorache - rallyROM

După un sezon 2004 în care a concurat cu o Dacia Nova GTI, în cadrul Clasei N1.6, clasându-se pe locul 4 la Raliul Brașovului, pe locul 3 la Raliul României și pe locul 4 la Raliul Harghitei, în 2005 evoluează pe un Citroen Saxo VTS, reușind primele victorii în cadrul Clasei N1.6 - la Raliul Maramureșului și Raliul Bucureștiului.

În 2006 își continuă evoluțiile pozitive, impunându-se încă de două ori în cadrul Clasei N1.6, la Raliul Sibiului și Raliul Țara Bărsei, pentru ca un an mai târziu, în 2007, să obțină 7 victorii pe linie, la finalul sezonului ocupând prima poziție în clasamentul general al Clasei N2.

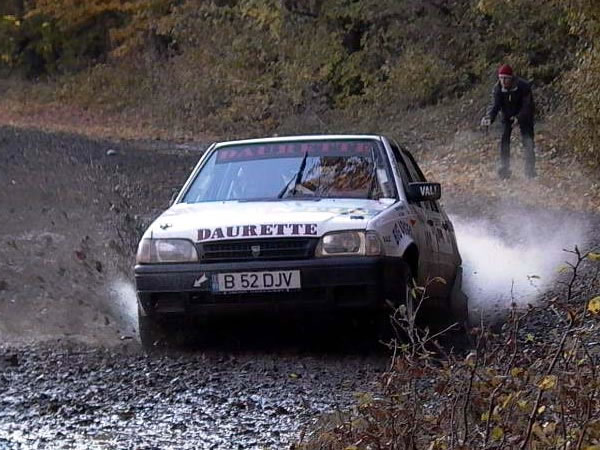
Valentin Porcisteanu - Raliul Clujului 2003. Foto: Romeo Tudorache - rallyROM

#### 2008 - 2012
În 2008 face pasul la "grupa mare", concurând cu un Mitsubishi Lancer Evo VII.

În 2009 are la dispoziție un material de concurs și mai performant - un Mitsubishi Lancer Evo IX - cu care începe să emită pretenții la podium. Sezonul debutează sub cele mai bune auspicii - o victorie în Raliul Brașovului, după care urmează alte rezultate meritorii: locul 2 în Raliul Banatului și Raliul Țara Bârsei și două locuri 3 în Raliul Clujului și Raliul Argeșului. 

În sezonul 2010, după o victorie în Raliul Țara Bârsei și trei clasări pe poziția secundă la Brașov, Sibiu și Arad, obține titlul de Vicecampion Național Absolut.

2011 este anul adevăratei consacrări - se impune în Raliul Brașovului, Raliul Clujului, Raliul Aradului și Raliul Țara Bârsei, devenind cel mai tânăr Campion Național Absolut din istoria Campionatului Național de Raliuri al României.

În sezonul 2012 își trece în cont un nou titlu de Vicecampion Național Absolut, după două victorii obținute în TESS Rally și Raliul Timișului și alte două clasări pe podium - locul 3 în Transilvania Rally și din nou locul 3 în Sibiu Rally, etapă inclusă în calendarul competițional al Intercontinental Rally Challenge.

### Campionatul European de Raliuri

#### 2009
În 2009 Valentin Porcișteanu a participat la două etape internaționale, din calendarul competițional al Campionatului European de Raliuri, clasându-se pe locul 17 în Raliul Mille Miglia și pe locul 6 în Croația Delta Rally. 

Tot în 2009 s-a calificat și a reprezentat România la finala Pirelli Star Driver, competiție pentru susținerea tinerilor piloți, organizată de Pirelli și Federația Internațională a Automobilului.

#### 2013
Includerea Sibiu Rally în calendarul competițional al Campionatului European de Raliuri (ERC) i-a prilejuit lui Valentin Porcișteanu prezența la startul unei noi etape internaționale, alături de nume de referință ale motorsportului european și mondial (Jan Kopecky, Bryan Bouffier, François Delecour, Toshihiro Arai). La final el a ocupat poziția 6 în clasamentul general FIA, evoluția sa fiind recompensată cu premiul Colin McRae Flat Out.

### Intercontinental Rally Challenge

#### 2012
În 2012 Valentin Porcișteanu a luat startul în Raliul Sibiului / Sibiu Rally, etapa a opta din calendarul Intercontinental Rally Challenge, la final ocupând poziția a șaptea în clasamentul general IRC.

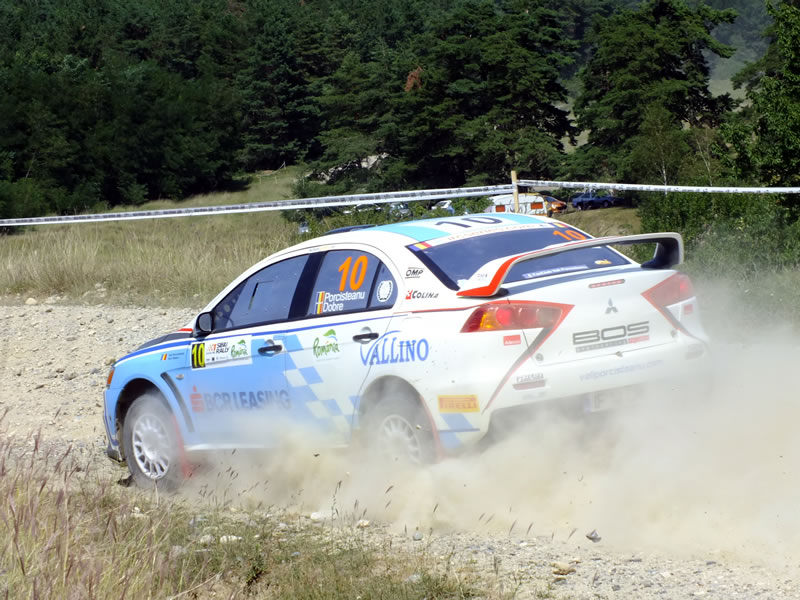
Valentin Porcisteanu - IRC Raliul Sibiului 2012. Foto: Romeo Tudorache - rallyROM

## Performanțe

### Sezonul 2003
| # | Competiția                                    | Automobil  | Performanța                     |
| - | --------------------------------------------- | ---------- | ------------------------------- |
| 1 | Raliul Tara Făgărașului (promo rally amatori) | Dacia Nova | Locul 1 clasa 1300-1600 cc      |
| 2 | VTM Abrud                                     | Dacia Nova | Locul 3 debutanți               |
| 3 | VTM Brașov                                    | Dacia Nova | Locul 3 N1.6                    |
| 4 | Raliul Harghitei                              | Dacia Nova | Locul 3 N1.6                    |
| 5 | Raliul Clujului                               | Dacia Nova | Locul 2 N1.6, locul 4 debutanți |

### Sezonul 2004
| Campionat | Etapa | Competiția        | Copilot   | Automobil      | Performanța  |
| --------- | ----- | ----------------- | --------- | -------------- | ------------ |
| C.N.R.    | 1     | Raliul Brașovului | Dan Dobre | Dacia Nova GTI | Locul 4 N1.6 |
| C.N.R.    | 2     | Raliul României   | Dan Dobre | Dacia Nova GTI | Locul 3 N1.6 |
| C.N.R.    | 3     | Raliul Harghitei  | Dan Dobre | Dacia Nova GTI | Locul 4 N1.6 |

### Sezonul 2005
| Campionat                                                 | Etapa                                                     | Competiția                                                | Copilot                                                   | Automobil                                                 | Performanța            |
| --------------------------------------------------------- | --------------------------------------------------------- | --------------------------------------------------------- | --------------------------------------------------------- | --------------------------------------------------------- | ---------------------- |
| C.N.R.                                                    | 1                                                         | Raliul Brașovului                                         | Dan Dobre                                                 | Citroen Saxo VTS                                          | Locul 4 N1.6           |
| C.N.R.                                                    | 2                                                         | Raliul Maramureșului                                      | Dan Dobre                                                 | Citroen Saxo VTS                                          | Locul 1 N1.6           |
| C.N.R.                                                    | 3                                                         | Raliul Clujului                                           | Dan Dobre                                                 | Citroen Saxo VTS                                          | Locul 2 N1.6           |
| C.N.R.                                                    | 4                                                         | Raliul Hunedoara                                          | Dan Dobre                                                 | Citroen Saxo VTS                                          | Locul 2 N1.6           |
| C.N.R.                                                    | 5                                                         | Raliul Bucureștiului                                      | Dan Dobre                                                 | Citroen Saxo VTS                                          | Locul 1 N1.6           |
| Campionatul Național de Raliuri al României, Sezonul 2005 | Campionatul Național de Raliuri al României, Sezonul 2005 | Campionatul Național de Raliuri al României, Sezonul 2005 | Campionatul Național de Raliuri al României, Sezonul 2005 | Campionatul Național de Raliuri al României, Sezonul 2005 | Locul 2 - Trofeul N1.6 |

### Sezonul 2006
| Campionat                                                 | Etapa                                                     | Competiția                                                | Copilot                                                   | Automobil                                                 | Performanța            |
| --------------------------------------------------------- | --------------------------------------------------------- | --------------------------------------------------------- | --------------------------------------------------------- | --------------------------------------------------------- | ---------------------- |
| C.N.R.                                                    | 1                                                         | Raliul Brașovului                                         | Dan Dobre                                                 | Citroen Saxo VTS                                          | Locul 3 N1.6           |
| C.N.R.                                                    | 2                                                         | Raliul Maramureșului                                      | Dan Dobre                                                 | Citroen Saxo VTS                                          | Locul 3 N1.6           |
| C.N.R.                                                    | 3                                                         | Raliul Sibiului                                           | Dan Dobre                                                 | Citroen Saxo VTS                                          | Locul 1 N1.6           |
| C.N.R.                                                    | 4                                                         | Raliul Muscelului                                         | Dan Dobre                                                 | Citroen Saxo VTS                                          | Abandon                |
| C.N.R.                                                    | 5                                                         | Raliul Țara Bârsei                                        | Dan Dobre                                                 | Citroen Saxo VTS                                          | Locul 1 N1.6           |
| C.N.R.                                                    | 6                                                         | Raliul Hunedoarei                                         | Dan Dobre                                                 | Citroen Saxo VTS                                          | Locul 2 N1.6           |
| Campionatul Național de Raliuri al României, Sezonul 2006 | Campionatul Național de Raliuri al României, Sezonul 2006 | Campionatul Național de Raliuri al României, Sezonul 2006 | Campionatul Național de Raliuri al României, Sezonul 2006 | Campionatul Național de Raliuri al României, Sezonul 2006 | Locul 2 - Trofeul N1.6 |

### Sezonul 2007
| Campionat                                                 | Etapa                                                     | Competiția                                                | Copilot                                                   | Automobil                                                 | Performanța        |
| --------------------------------------------------------- | --------------------------------------------------------- | --------------------------------------------------------- | --------------------------------------------------------- | --------------------------------------------------------- | ------------------ |
| C.N.R.                                                    | 1                                                         | Raliul Brașovului                                         | Dan Dobre                                                 | Citroen Saxo VTS                                          | Locul 1 Clasa N2   |
| C.N.R.                                                    | 2                                                         | Raliul Banatului                                          | Dan Dobre                                                 | Citroen Saxo VTS                                          | Locul 1 Clasa N2   |
| C.N.R.                                                    | 3                                                         | Raliul Hunedoarei                                         | Dan Dobre                                                 | Citroen Saxo VTS                                          | Locul 1 Clasa N2   |
| C.N.R.                                                    | 4                                                         | Raliul Mobil1 Siromex                                     | Dan Dobre                                                 | Citroen Saxo VTS                                          | Locul 1 Clasa N2   |
| C.N.R.                                                    | 5                                                         | Raliul Clujului Mobil1                                    | Dan Dobre                                                 | Citroen Saxo VTS                                          | Locul 1 Clasa N2   |
| C.N.R.                                                    | 6                                                         | Raliul Țara Bârsei                                        | Dan Dobre                                                 | Citroen Saxo VTS                                          | Locul 1 Clasa N2   |
| C.N.R.                                                    | 7                                                         | Raliul Avram Iancu                                        | Dan Dobre                                                 | Citroen Saxo VTS                                          | Locul 1 Clasa N2   |
| Campionatul Național de Raliuri al României, Sezonul 2007 | Campionatul Național de Raliuri al României, Sezonul 2007 | Campionatul Național de Raliuri al României, Sezonul 2007 | Campionatul Național de Raliuri al României, Sezonul 2007 | Campionatul Național de Raliuri al României, Sezonul 2007 | Locul 1 - Clasa N2 |

### Sezonul 2008
| Campionat                                                 | Etapa                                                     | Competiția                                                | Copilot                                                   | Automobil                                                 | Performanța                                              |
| --------------------------------------------------------- | --------------------------------------------------------- | --------------------------------------------------------- | --------------------------------------------------------- | --------------------------------------------------------- | -------------------------------------------------------- |
| C.N.R.                                                    | 1                                                         | Raliul Brașovului                                         | Dan Dobre                                                 | Mitsubishi Lancer EVO VII                                 | Locul 9 Clasament general Locul 5 Cupa Mitsubishi Lancer |
| C.N.R.                                                    | 2                                                         | Raliul Banatului                                          | Dan Dobre                                                 | Mitsubishi Lancer EVO VII                                 | Locul 6 Clasament general Locul 4 Cupa Mitsubishi Lancer |
| C.N.R.                                                    | 3                                                         | Raliul Clujului                                           | Dan Dobre                                                 | Mitsubishi Lancer EVO VII                                 | Locul 7 Clasament general Locul 4 Cupa Mitsubishi Lancer |
| C.N.R.                                                    | 4                                                         | Raliul Țara Bârsei                                        | Dan Dobre                                                 | Mitsubishi Lancer EVO VII                                 | Locul 5 Clasament general                                |
| Campionatul Național de Raliuri al României, Sezonul 2008 | Campionatul Național de Raliuri al României, Sezonul 2008 | Campionatul Național de Raliuri al României, Sezonul 2008 | Campionatul Național de Raliuri al României, Sezonul 2008 | Campionatul Național de Raliuri al României, Sezonul 2008 | Locul 7 Clasament general Locul 4 Cupa Mitsubishi Lancer |

### Sezonul 2009
| Campionat                                                 | Etapa                                                     | Competiția                                                | Copilot                                                   | Automobil                                                 | Performanța               |
| --------------------------------------------------------- | --------------------------------------------------------- | --------------------------------------------------------- | --------------------------------------------------------- | --------------------------------------------------------- | ------------------------- |
| C.N.R.                                                    | 1                                                         | Raliul Brașovului                                         | Dan Dobre                                                 | Mitsubishi Lancer EVO IX                                  | Locul 1 Clasament general |
| C.N.R.                                                    | 2                                                         | Raliul Banatului                                          | Dan Dobre                                                 | Mitsubishi Lancer EVO IX                                  | Locul 1 Clasament general |
| C.N.R.                                                    | 3                                                         | Raliul Iașului                                            | Dan Dobre                                                 | Mitsubishi Lancer EVO IX                                  | Abandon                   |
| C.N.R.                                                    | 4                                                         | Raliul Clujului                                           | Dan Dobre                                                 | Mitsubishi Lancer EVO IX                                  | Locul 3 Clasament general |
| C.N.R.                                                    | 5                                                         | Raliul Sibiului                                           | Dan Dobre                                                 | Mitsubishi Lancer EVO IX                                  | Abandon                   |
| C.N.R.                                                    | 6                                                         | Raliul Țara Bârsei                                        | Dan Dobre                                                 | Mitsubishi Lancer EVO IX                                  | Locul 2 Clasament general |
| C.N.R.                                                    | 7                                                         | Raliul Argeșului                                          | Dan Dobre                                                 | Mitsubishi Lancer EVO IX                                  | Locul 3 Clasament general |
| Campionatul Național de Raliuri al României, Sezonul 2009 | Campionatul Național de Raliuri al României, Sezonul 2009 | Campionatul Național de Raliuri al României, Sezonul 2009 | Campionatul Național de Raliuri al României, Sezonul 2009 | Campionatul Național de Raliuri al României, Sezonul 2009 | Locul 4 Clasament general |

| Campionat | Etapa | Competiția          | Copilot   | Automobil                | Performanța                |
| --------- | ----- | ------------------- | --------- | ------------------------ | -------------------------- |
| E.R.C.    | 8     | Rally Mille Miglia  | Dan Dobre | Mitsubishi Lancer EVO IX | Locul 17 Clasament general |
| E.R.C.    | 9     | Croatia Delta Rally | Dan Dobre | Mitsubishi Lancer EVO IX | Locul 6 Clasament general  |

### Sezonul 2010
| Campionat                                                 | Etapa                                                     | Competiția                                                | Copilot                                                   | Automobil                                                 | Performanța                  |
| --------------------------------------------------------- | --------------------------------------------------------- | --------------------------------------------------------- | --------------------------------------------------------- | --------------------------------------------------------- | ---------------------------- |
| C.N.R.                                                    | 1                                                         | Raliul Brașovului                                         | Dan Dobre                                                 | Mitsubishi Lancer EVO IX                                  | Locul 2 Clasament general    |
| C.N.R.                                                    | 2                                                         | Raliul Argeșului                                          | Dan Dobre                                                 | Mitsubishi Lancer EVO IX                                  | Locul 5 Clasament general    |
| C.N.R.                                                    | 3                                                         | Raliul Târgu Mureș                                        | Dan Dobre                                                 | Mitsubishi Lancer EVO IX                                  | Abandon                      |
| C.N.R.                                                    | 4                                                         | Raliul Clujului                                           | Dan Dobre                                                 | Mitsubishi Lancer EVO IX                                  | Locul 7 Clasament general    |
| C.N.R.                                                    | 5                                                         | Raliul Sibiului                                           | Dan Dobre                                                 | Mitsubishi Lancer EVO IX                                  | Locul 2 Clasament general    |
| C.N.R.                                                    | 6                                                         | Raliul Țara Bârsei                                        | Dan Dobre                                                 | Mitsubishi Lancer EVO IX                                  | Locul 1 Clasament general    |
| C.N.R.                                                    | 7                                                         | Raliul Aradului                                           | Dan Dobre                                                 | Mitsubishi Lancer EVO IX                                  | Locul 2 Clasament general    |
| C.N.R.                                                    | 8                                                         | Raliul Iașului                                            | Dan Dobre                                                 | Mitsubishi Lancer EVO IX                                  | Locul 4 Clasament general    |
| Campionatul Național de Raliuri al României, Sezonul 2010 | Campionatul Național de Raliuri al României, Sezonul 2010 | Campionatul Național de Raliuri al României, Sezonul 2010 | Campionatul Național de Raliuri al României, Sezonul 2010 | Campionatul Național de Raliuri al României, Sezonul 2010 | Vicecampion Național Absolut |

### Sezonul 2011
| Campionat                                                 | Etapa                                                     | Competiția                                                | Copilot                                                   | Automobil                                                 | Performanța               |
| --------------------------------------------------------- | --------------------------------------------------------- | --------------------------------------------------------- | --------------------------------------------------------- | --------------------------------------------------------- | ------------------------- |
| C.N.R.                                                    | 1                                                         | Raliul Brașovului                                         | Dan Dobre                                                 | Mitsubishi Lancer EVO IX                                  | Locul 1 Clasament general |
| C.N.R.                                                    | 2                                                         | Raliul Târgu Mureș                                        | Dan Dobre                                                 | Mitsubishi Lancer EVO IX                                  | Locul 7 Clasament general |
| C.N.R.                                                    | 3                                                         | Raliul Clujului                                           | Dan Dobre                                                 | Mitsubishi Lancer EVO IX                                  | Locul 1 Clasament general |
| C.N.R.                                                    | 4                                                         | Raliul Argeșului                                          | Dan Dobre                                                 | Mitsubishi Lancer EVO IX                                  | Etapă anulată             |
| C.N.R.                                                    | 5                                                         | Raliul Sibiului                                           | Dan Dobre                                                 | Mitsubishi Lancer EVO IX                                  | Abandon                   |
| C.N.R.                                                    | 6                                                         | Raliul Aradului                                           | Dan Dobre                                                 | Mitsubishi Lancer EVO IX                                  | Locul 1 Clasament general |
| C.N.R.                                                    | 7                                                         | Raliul Țara Bârsei                                        | Dan Dobre                                                 | Mitsubishi Lancer EVO IX                                  | Locul 1 Clasament general |
| C.N.R.                                                    | 8                                                         | Raliul Iașului                                            | Dan Dobre                                                 | Mitsubishi Lancer EVO IX                                  | Locul 4 Clasament general |
| C.N.R.                                                    | 9                                                         | Raliul Bacăului                                           | Dan Dobre                                                 | Mitsubishi Lancer EVO IX                                  | Locul 4 Clasament general |
| Campionatul Național de Raliuri al României, Sezonul 2011 | Campionatul Național de Raliuri al României, Sezonul 2011 | Campionatul Național de Raliuri al României, Sezonul 2011 | Campionatul Național de Raliuri al României, Sezonul 2011 | Campionatul Național de Raliuri al României, Sezonul 2011 | Campion Național Absolut  |

### Sezonul 2012
| Campionat                                                 | Etapa                                                     | Competiția                                                | Copilot                                                   | Automobil                                                 | Performanța                                         |
| --------------------------------------------------------- | --------------------------------------------------------- | --------------------------------------------------------- | --------------------------------------------------------- | --------------------------------------------------------- | --------------------------------------------------- |
| C.N.R.                                                    | 1                                                         | Raliul TESS Rally                                         | Dan Dobre                                                 | Mitsubishi Lancer EVO X R4                                | Locul 1 Clasament general FIA                       |
| C.N.R.                                                    | 2                                                         | Raliul Timișului                                          | Dan Dobre                                                 | Mitsubishi Lancer EVO X R4                                | Locul 1 Clasament general FIA                       |
| C.N.R.                                                    | 3                                                         | Raliul Moldovei                                           | Dan Dobre                                                 | Mitsubishi Lancer EVO X R4                                | Locul 5 Clasament general FIA                       |
| C.N.R.                                                    | 4                                                         | Raliul Transilvania Rally                                 | Dan Dobre                                                 | Mitsubishi Lancer EVO X R4                                | Locul 3 Clasament general FIA                       |
| C.N.R./ I.R.C.                                            | 5                                                         | Raliul Sibiului                                           | Dan Dobre                                                 | Mitsubishi Lancer EVO X R4                                | Locul 3 Clasament general CNR Locul 7 Clasament IRC |
| C.N.R.                                                    | 6                                                         | Raliul Aradului                                           | Dan Dobre                                                 | Mitsubishi Lancer EVO X R4                                | Locul 6 Clasament general FIA                       |
| C.N.R.                                                    | 7                                                         | Raliul Țara Bârsei                                        | Dan Dobre                                                 | Mitsubishi Lancer EVO X R4                                | Locul 5 Clasament general FIA                       |
| C.N.R.                                                    | 8                                                         | Raliul Iașului                                            | Dan Dobre                                                 | Mitsubishi Lancer EVO X R4                                | Abandon                                             |
| Campionatul Național de Raliuri al României, Sezonul 2012 | Campionatul Național de Raliuri al României, Sezonul 2012 | Campionatul Național de Raliuri al României, Sezonul 2012 | Campionatul Național de Raliuri al României, Sezonul 2012 | Campionatul Național de Raliuri al României, Sezonul 2012 | Vicecampion Național Absolut                        |

### Sezonul 2013
| Campionat                                                 | Etapa                                                     | Competiția                                                | Copilot                                                   | Automobil                                                 | Performanța                                         |
| --------------------------------------------------------- | --------------------------------------------------------- | --------------------------------------------------------- | --------------------------------------------------------- | --------------------------------------------------------- | --------------------------------------------------- |
| C.N.R.                                                    | 1                                                         | TESS Rally                                                | Dan Dobre                                                 | Mitsubishi Lancer EVO X R4                                | Locul 6 Clasament general FIA                       |
| C.N.R.                                                    | 2                                                         | Timiș Rally                                               | Dan Dobre                                                 | Mitsubishi Lancer EVO X R4                                | Locul 3 Clasament general FIA                       |
| C.N.R.                                                    | 3                                                         | Delta Rally                                               | Dan Dobre                                                 | Mitsubishi Lancer EVO X R4                                | Nu a participat                                     |
| C.N.R.                                                    | 4                                                         | Transilvania Rally                                        | Dan Dobre                                                 | Mitsubishi Lancer EVO X R4                                | Locul 4 Clasament general FIA                       |
| C.N.R./ E.R.C.                                            | 5                                                         | Sibiu Rally                                               | Dan Dobre                                                 | Mitsubishi Lancer EVO X R4                                | Locul 4 Clasament general CNR Locul 6 Clasament ERC |
| C.N.R.                                                    | 6                                                         | Arad Rally                                                | Dan Dobre                                                 | Mitsubishi Lancer EVO X R4                                | Locul 3 Clasament general FIA                       |
| C.N.R.                                                    | 7                                                         | Moldova Rally                                             | Dan Dobre                                                 | Mitsubishi Lancer EVO X R4                                | Locul 4 Clasament general FIA                       |
| C.N.R.                                                    | 8                                                         | Iasi Rally                                                | Dan Dobre                                                 | Mitsubishi Lancer EVO X R4                                | Abandon                                             |
| C.N.R.                                                    | 9                                                         | Harghita Rally                                            | Dan Dobre                                                 | Mitsubishi Lancer EVO X R4                                | Nu a participat                                     |
| Campionatul Național de Raliuri al României, Sezonul 2013 | Campionatul Național de Raliuri al României, Sezonul 2013 | Campionatul Național de Raliuri al României, Sezonul 2013 | Campionatul Național de Raliuri al României, Sezonul 2013 | Campionatul Național de Raliuri al României, Sezonul 2013 | Locul 4 Clasament general                           |

| Campionat | Etapa | Competiția  | Copilot   | Automobil                  | Premiu special              |
| --------- | ----- | ----------- | --------- | -------------------------- | --------------------------- |
| E.R.C.    | 5     | Sibiu Rally | Dan Dobre | Mitsubishi Lancer EVO X R4 | Colin McRae Flat Out Trophy |

### Sezonul 2017
| Campionat                                                 | Etapa                                                     | Competiția                                                | Copilot                                                   | Automobil                                                 | Performanța                               |
| --------------------------------------------------------- | --------------------------------------------------------- | --------------------------------------------------------- | --------------------------------------------------------- | --------------------------------------------------------- | ----------------------------------------- |
| C.N.R.                                                    | 1                                                         | TESS Rally                                                | Dan Dobre                                                 | Mitsubishi Lancer EVO IX                                  | Locul 4 Clasament general FIA             |
| C.N.R.                                                    | 2                                                         | Transilvania Rally                                        | Dan Dobre                                                 | Mitsubishi Lancer EVO IX                                  | Locul 3 Clasament general FIA             |
| C.N.R.                                                    | 3                                                         | Arad Rally                                                | Dan Dobre                                                 | Mitsubishi Lancer EVO IX                                  | Locul 3 Clasament general FIA             |
| C.N.R.                                                    | 4                                                         | Moldova Rally                                             | Dan Dobre                                                 | Mitsubishi Lancer EVO IX                                  | Locul 2 Clasament general FIA             |
| C.N.R.                                                    | 5                                                         | Harghita Rally                                            | Dan Dobre                                                 | Mitsubishi Lancer EVO IX                                  | Locul 6 Clasament general FIA             |
| C.N.R.                                                    | 6                                                         | Iasi Rally                                                | Dan Dobre                                                 | Mitsubishi Lancer EVO IX                                  | Locul 4 Clasament general FIA             |
| C.N.R.                                                    | 7                                                         | Sibiu Rally                                               | Dan Dobre                                                 | Mitsubishi Lancer EVO IX                                  | Locul 3 Clasament general FIA             |
| Campionatul Național de Raliuri al României, Sezonul 2017 | Campionatul Național de Raliuri al României, Sezonul 2017 | Campionatul Național de Raliuri al României, Sezonul 2017 | Campionatul Național de Raliuri al României, Sezonul 2017 | Campionatul Național de Raliuri al României, Sezonul 2017 | Locul 3 Clasament general Locul 1 Grupa N |

### Sezonul 2018
| Campionat                                                 | Etapa                                                     | Competiția                                                | Copilot                                                   | Automobil                                                 | Performanța                   |
| --------------------------------------------------------- | --------------------------------------------------------- | --------------------------------------------------------- | --------------------------------------------------------- | --------------------------------------------------------- | ----------------------------- |
| C.N.R.                                                    | 1                                                         | TESS Rally                                                | Dan Dobre                                                 | Skoda Fabia R5                                            | Locul 3 Clasament general FIA |
| C.N.R.                                                    | 2                                                         | Transilvania Rally                                        | Dan Dobre                                                 | Skoda Fabia R5                                            | Locul 3 Clasament general FIA |
| C.N.R.                                                    | 3                                                         | Arad Rally                                                | Dan Dobre                                                 | Skoda Fabia R5                                            | Locul 1 Clasament general FIA |
| C.N.R.                                                    | 4                                                         | Moldova Rally                                             | Dan Dobre                                                 | Skoda Fabia R5                                            | Locul 2 Clasament general FIA |
| C.N.R.                                                    | 5                                                         | Harghita Rally                                            | Dan Dobre                                                 | Skoda Fabia R5                                            | Locul 4 Clasament general FIA |
| C.N.R.                                                    | 6                                                         | Iasi Rally                                                | Dan Dobre                                                 | Skoda Fabia R5                                            | Abandon                       |
| C.N.R.                                                    | 7                                                         | Sibiu Rally                                               | Dan Dobre                                                 | Skoda Fabia R5                                            | Locul 2 Clasament general FIA |
| Campionatul Național de Raliuri al României, Sezonul 2018 | Campionatul Național de Raliuri al României, Sezonul 2018 | Campionatul Național de Raliuri al României, Sezonul 2018 | Campionatul Național de Raliuri al României, Sezonul 2018 | Campionatul Național de Raliuri al României, Sezonul 2018 | Vicecampion Național Absolut  |

### Sezonul 2019
| Campionat                                                 | Etapa                                                     | Competiția                                                | Copilot                                                   | Automobil                                                 | Performanța                   |
| --------------------------------------------------------- | --------------------------------------------------------- | --------------------------------------------------------- | --------------------------------------------------------- | --------------------------------------------------------- | ----------------------------- |
| C.N.R.                                                    | 1                                                         | Arges Rally                                               | Dan Dobre                                                 | Citroen C3 R5                                             | Locul 2 Clasament general FIA |
| C.N.R.                                                    | 2                                                         | Arad Rally                                                | Dan Dobre                                                 | Citroen C3 R5                                             | Locul 3 Clasament general FIA |
| C.N.R.                                                    | 3                                                         | Moldova Rally                                             | Dan Dobre                                                 | Citroen C3 R5                                             | Locul 1 Clasament general FIA |
| C.N.R.                                                    | 4                                                         | Harghita Rally                                            | Dan Dobre                                                 | Citroen C3 R5                                             | Locul 5 Clasament general FIA |
| C.N.R.                                                    | 5                                                         | Sibiu Rally                                               | Dan Dobre                                                 | Citroen C3 R5                                             | Locul 3 Clasament general FIA |
| C.N.R.                                                    | 6                                                         | Iasi Rally                                                | Dan Dobre                                                 | Citroen C3 R5                                             | Locul 1 Clasament general FIA |
| C.N.R.                                                    | 7                                                         | Transilvania Rally                                        | Dan Dobre                                                 | Citroen C3 R5                                             | Locul 4 Clasament general FIA |
| C.N.R.                                                    | 8                                                         | Tess Rally                                                | Dan Dobre                                                 | Citroen C3 R5                                             | Abandon                       |
| Campionatul Național de Raliuri al României, Sezonul 2019 | Campionatul Național de Raliuri al României, Sezonul 2019 | Campionatul Național de Raliuri al României, Sezonul 2019 | Campionatul Național de Raliuri al României, Sezonul 2019 | Campionatul Național de Raliuri al României, Sezonul 2019 | Vicecampion Național Absolut  |